# ایران‌ویج
بر اساس اوستا، ایرانیان باستان خاستگاه خود را ایران‌ویج (اوستایی: 𐬀𐬌𐬭𐬌𐬌𐬀𐬥𐬀 𐬬𐬀𐬉𐬘𐬀𐬵 = اَئیریَنَ وَئِجَهْ = airiiana vaējah، پارسی میانه: ایران‌ویج (ērānwēz)، سغدی مانوی: آریانا وَئیجه (airyana waējah)، پارتی: آریان‌ویجن (ʾryʾnwyjn)) می‌نامیدند. ویچه، ویجه و بیجه، همگی از یک ریشه و به معنای سرزمین هستند که در مجموع بعضی آن را به معنی «گسترهٔ آریاییان» یا «سرزمین رودهای آریایی، چشمه‌های آریایی» دانسته‌اند. این واژه بعدها در متون پهلوی تبدیل به ایران‌ویج (ērānwēz) شد. (ēr) به معنی «آریایی (آزاده، نجیب و اصیل)» است. بنابر اوستا، نخستین مسکن مردم آریایی است.
گرچه بسیاری ایران‌ویج را خاستگاه ایرانیان باستان می‌دانند اما امیل بنونیست باور دارد واژهٔ «waējah»، مشخصا به معنی «گسترش» (stretch) است. در این حالت عبارت «ایران‌ویج» به معنای «گسترش آریایی» است. بنابر این نظر «ایران‌ویج»، مسکن ایرانیانی است که در مرز این رود بزرگ زندگی می‌کرده‌اند و شامل سرزمین همهٔ ایرانیان نمی‌شود، بلکه به‌طور مشخص محدودهٔ جغرافیایی مزدیسنان آغازین است.

## جایگاه جغرافیایی

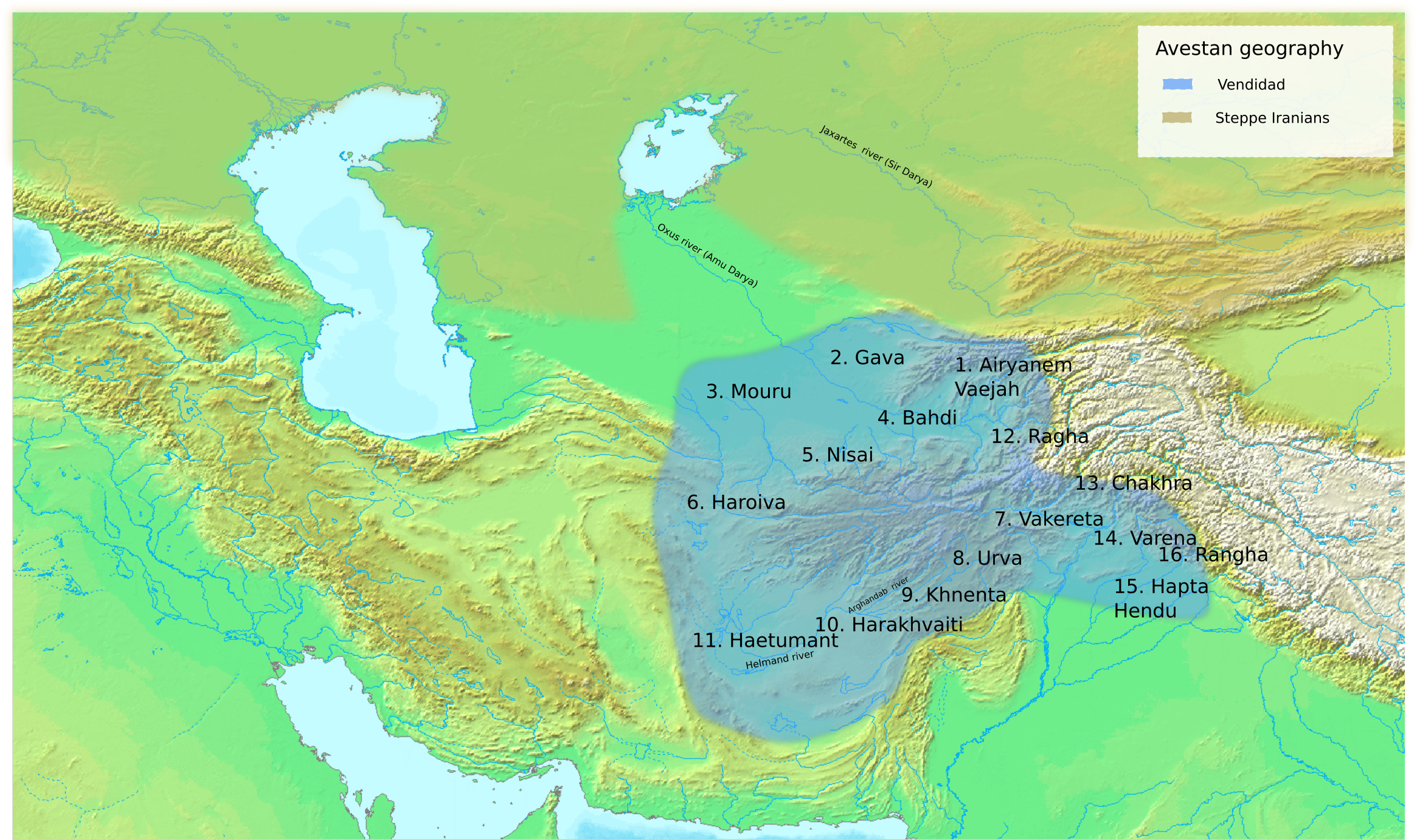
مکان تقریبی ایرانویج به گفته فرانتس گرنه

دربارهٔ جایگاه ایرانویج اختلاف نظر وجود دارد. برخی آن را سرزمین صرفاً اساطیری دانسته‌اند. در دانشنامهٔ ایرانیکا، در مبحث محدودهٔ جغرافیایی اوستا، چنین گفته شده که تعیین محدودهٔ جغرافیایی بر اساس داده‌های اوستا، ناممکن است چراکه گرچه متون اوستایی، نکات مفیدی را بیان می‌کنند اما مقایسهٔ آنها با سنگ‌نبشته‌های ایران باستان شواهد دیگری ارائه می‌دهد، از سوی دیگر جغرافیای اوستایی، آمیزه‌ای از اسطوره و تاریخ است که به اسطوره بیشتر گرایش دارد.
با این احوال برخی پیشنهادهایی برای جایگاه جغرافیایی آن ارائه کرده‌اند. محل‌های پیشنهادی از خوارزم بر ساحل دریاچهٔ آرال در شمال ازبکستان تا آذربایجان، یا تا جنوب یا شمال غرب افغانستان گسترده است. اخیراً ویلم فوگل‌سانگ محل ایران‌ویج را شمال سرزمین باستانی سُغد، در شمال رود سیحون دانسته.
به باور مایکل ویتزل در کتابخانهٔ آریاییان، نمی‌توان محل دقیق «خانهٔ آریاییان» را در متون اوستا یافت و باید به کتاب‌های دیگری که در آن دوره نوشته شده مراجعه کرد؛ درحالی‌که این جغرافیا در یشت نوزدهم که قدیم‌تر است، مکان دیگریست. مایکل ویتزل باور دارد که جغرافیای ایرانویج، بر اساس برداشتهای شخصی نویسندگان متون گوناگون اوستا، از محل زندگی یا قلمروشان، تعریف شده است. او در صفحات آغازین مقالهٔ «سرزمین آریاییان» اظهار می‌دارد گفتگو دربارهٔ مکان جغرافیایی ایرانویج، می‌تواند سالها ادامه یابد مگر اینکه ما جغرافیای این سرزمین را با توجه به محل زندگی نویسندهٔ آن متن اوستاییِ مورد نظر، مورد مطالعه قرار دهیم. همچنین در صفحهٔ ۹ این مقاله ذکر می‌کند که هنگام صحبت از ایرانویج باید توجه کرد در مورد یک سرزمین افسانه‌ای اسطوره‌ای، گفتگو می‌شود که مکان بسیاری از شهرهای شانزده‌گانهٔ آن، مبهم است و می‌تواند در جایی میان خوارزم در اطراف دریاچهٔ آرال تا آذربایجان و ری در ایران کنونی یا در بخشهای شمال‌غربی و جنوبی افغانستان، گسترده بوده باشد. او در پایان مقاله، پس از بررسی جغرافیای سرزمین آریاییها در متون مختلف اوستا، قدیمی‌تر (یشت نوزدهم بخش ۶–۱) و جدیدتر مانند وندیداد و نیز همخوانی شرایط اقلیمی ذکرشده، (که ده ماه زمستان بسیار سرد و دو ماه تابستان خنک دارد) با جغرافیای این مناطق، چنین نتیجه می‌گیرد که باید اندیشهٔ یافتن جغرافیای سرزمین آریاییها در متون اوستایی را رها کرد و به جای آن به برداشت نویسندگان آن متون از ایرانویج، با توجه به محدودهٔ سرزمین یا قلمروی خودشان، پرداخت. در وندیداد آشکارا مشهود است که اسامی شهرها، توسط فردی نگاشته شده که الهام‌گرفته از احساسات میهنی بومی خود، شرق ایران بزرگ، افغانستان و سرزمینهای اطراف آن را به عنوان سرزمین آریاییها می‌پندارد درحالی‌که این محدوده با توجه به اسامی کوه‌ها و جغرافیای آنها در یشت نوزدهم یا سی‌ودوم، کاملاً جای دیگری است.
در فرگرد یکم وندیداد، بند ۳و۴ آمده است:
بهترین ناحیه‌ای که اورمزد آفرید ایرانویج است. اما پتیاره آن زمستان دیوآفریده، ده‌ماهه و انواع مار پردار و بی‌پر است. خوشی این ناحیه به حدی است که اورمزد می‌گوید اگر سرزمینهای دیگر را نمی‌آفرید، مردم به ایرانویج می‌رفتند و جایی برای سکونت باقی نماند. در اساطیر ایرانی زمین به هفت پاره یا اقلیم بخش شد. اقلیم میانی خونیرَس نام دارد که به اندازهٔ آن شش اقلیم دیگر است. ایرانویج در خونیرَس قرار دارد. اورمزد در ایرانویج چیزهای زیادی را آفرید. رودهای وه‌دائیتی، داراجه، گاو اِیوداد یا یکتاآفریده، گیومرث، کوه‌های ابرز و اوسِندام و راس و پل افسانه‌ای چینود در آنجاست. نخستین حیوانات که دو گاو نر و ماده بودند و همهٔ انواع گیاهان در ایرانویج آفریده شدند. ایرانویج امن‌ترین جای خونیرَس است به طوری که وَرِجَمکَرد در آنجا ساخته شده است. سرور ایرانویج یکی از بی‌مرگان، یعنی ون‌جدبیش، است. زردشت در ایرانویج ظهور کرد. طبق روایات متاخر ایرانویج در آذربایجان است. می‌گویند خورشیده به اندازهٔ ایرانویج است. در اعتقادات ایرانی، ایرانویج آرمانشهر ایرانیان است. در مینوی خرد، مشخصات این آرمانشهر بدین شرح آمده است و پیداست که اورمزد ایرانویج را از دیگر جایها و روستاها بهتر آفرید و نیکیش این است که زندگی مردم در آنجا سیصد سال است و زندگی گاوان و گوسفندان صدوپنجاه سال و درد و بیماری کم دارند و دروغ نمی‌گویند و شیون و مویه نمی‌کنند و دیو آز به تن آنان کمتر مسلط است و ده مرد از نانی که می‌خورند سیر می‌شوند و به هر چهل سال از زنی و مردی فرزندی زاده شود و قانونشان بهی و دینشان پوریوتکِشی است و چون بمیرند پارسایند و رد (سرور) آنان گوبدشاه است و از ایزادن سرور و پادشاهشان سروش است.

## در متون اوستایی
یکی از مشکلات سخت و قدیمی در مطالعات اوستایی، تبیین Airyana Vaēǰah (پهلوی: Ērānwēz؛ یعنی «سرزمین آریاییها») و نخستین ناحیهٔ شانزده‌گانه در فرگرد یکم وندیداد، که برگرفته از airyanəm vaēǰō vaŋhuyā dāityayā «گسترش آریاییها از Vaŋuhī Dāityā» است؛ آنجا که Vaŋuhī Dāityā (به معنی «Dāityā خوب») که نام رودخانه‌ای است که مرتبط با دین (یا «داد»: (dāta-)) است. ایدهٔ Airyana Vaēǰah هم‌معنی با airyō. šayana- در یشت ۱۰٫۱۳، یا گروه airyā daiŋ́hāvā «سرزمین آریاییها» که در یشت‌ها تکرار شده است، نیست. در حقیقت، این، فقط، اشاره به سرزمین آریاییها است؛ همان‌طور که فصل او کتاب وندیداد آشکارا دیده می‌شود. بدین معنی که «سرزمین سنتی» یا «سرزمین باستانی» ایرانیان نیست. Airyana Vaēǰah فقط سرزمین زرتشت (Zaraθuštra) و زرتشتیان است. بنابر باور رایج زرتشتیان، ایران‌ویج Ērānwēz مرکز دنیا است. بر روی ساحل رودخانه‌اش Weh Dāitī (اوستایی: Vaŋuhī Dāityā)، نخستین «گاو نر یکتا» (پهلوی:gāw ī ēw-dād؛ اوستایی: gav aēvō.dāta) و نخستین انسان، گیومرد به معنی «زندگانی فانی» (پهلوی: Gayōmard؛ اوستایی:Gayō.marətan) پدید آمدند. آنجا Čagād ī Dāidīg «چکاد دادگری»، نوک کوه (البرز) که در اوستا hukairya «از کردار نیک» برآمد. پل چینود در آنجاست و همچنین در آنجا زرتشت و ییمَه Yima مشهور شدند. گردآوری همهٔ این داده‌ها، نشان می‌دهد که زرتشتیان ایدهٔ Airyana Vaēǰah را به سنت عقیدتی که یکی از مرکز جهان، جایی که نوک کوه (البرز) برآمده است، افزودند. این حقیقت که Airyana Vaēǰah در منطقهٔ کوهستانی واقع شده، شرایط طاقت‌فرسای آب و هواییش (وندیوداد ۱٫۲٫۳) را شرح می‌دهد که بهتر از آن است که بپنداریم با منطقهٔ خوارزم همخوان باشد. این تعجب‌آور نیست اگر ما تناسبی میان ایدهٔ ایرانی «نوک کوه» (البرز) و ایدهٔ هندی کوه مرو (Meru) یا (Sumeru) در نظر بگیریم. مانویها، Aryān-waižan را با ناحیهٔ بر کوهپایهٔ Sumeru برابر دانسته‌اند؛ جایی که ویشاسپ بر آن حکومت می‌کرد و متون ختنی، برابری کوه Sumeru در افسانهٔ بودایی با «نوک کوه البرز» (یا ttaira haraysä) در باور سنتی اوستایی را ثبت کرده است. همهٔ این موارد، ما را بدین ایده ره می‌نماید که Airyana Vaēǰah، اختراع زرتشتیان است که روبند جدیدی به ایدهٔ سنتی گیتی‌شناسی هندوایرانی داده است. بنا بر هر برآوردی، همنهش Airyana Vaēǰah با خوارزم، به کلی بی‌اساس و پایه است، چه ناحیهٔ خوارزمی که ما می‌شناسیم، چه «خوارزم بزرگتر». از آنجایی که رودخانهٔ «داد»، در کل به آسانی قابل شناسایی نیست، محتمل‌ترین پنداره این است که آن را با رودخانهٔ سیحون یا بلکه رودخانهٔ هیرمند، که به نظر می‌رسد در آن زمان، در سنت عقیدتی زرتشتیان، رقابت جالبی با آمودریا داشته است، برابر بدانیم.